# Invisible Children
Invisible Children (ook wel bekend als Invisible Children: rough cut) is een documentaire uit 2006 over het Verzetsleger van de Heer in Noord-Oeganda. In 2003 besloten de filmmakers Jason Russell, Bobby Bailey en Laren Poole geheel onvoorbereid een documentaire over de oorlog in Darfur te gaan maken. Ze veranderden echter van onderwerp en maakten een documentaire over het Verzetsleger van de Heer in Oeganda. De film werd in 2004 voor het eerst op Amerikaanse universiteiten vertoond, waarna de film door vrijwilligers actief werd verspreid op scholen en kerken.
In 2004 werd Invisible Children Inc opgericht. Deze niet-gouvernementele organisatie vertoonde de documentaire meer dan 10.000 keer en bracht hem in 2006 officieel uit. Invisible Children gebruikt films om het bewustzijn onder jongeren te vergroten over de ontvoeringen en kindsoldaten. Er werd gebruik gemaakt van sociale media en bekende persoonlijkheden. De organisatie had grote invloed op de Amerikaanse politiek en zorgde mede voor nieuwe wetgeving en het opjagen van rebellenleider Joseph Kony. Invisible Children zette zich in voor projecten in Centraal-Afrika, die zich richtten op revalidatie, onderwijs en micro-economische ontwikkelingshulp. De organisatie kreeg echter ook kritiek: ze waren te veel gericht op effectbejag en namen het daardoor niet altijd even nauw met de feiten, en ze overschatten hun eigen rol in de bereikte oplossingen. De film Kony 2012 vergrootte de kritiek. In 2015 beëindigde de organisatie haar activiteiten.
De originele versie van Invisible Children duurt 55 minuten maar er is ook een kortere versie van ongeveer een half uur.